# Hekatomniden
Die Hekatomniden waren eine nach ihrem Begründer Hekatomnos von Mylasa benannte Dynastie, die von den 390er Jahren v. Chr. bis zu einem Zeitpunkt zwischen Alexanders des Großen Eroberung und Tod die persische Satrapie in Karien beherrschten (an der Südwestküste der heutigen Türkei).
Neben Hekatomnos (Satrap 392–377) gehörten ihr seine Söhne Maussolos (377–353, bekannt für sein Mausoleum von Halikarnassos), Idrieus (351–344) und Pixodaros (341–336) sowie seine Töchter Artemisia II. (353–351) und Ada (344–341 und 334–vor 323) an.
Den Hekatomniden gelang es vorübergehend, politischen Einfluss auf einige griechische Städte in Kleinasien wie Milet, Erythrai, Priene, Knidos und griechische Inseln wie Rhodos, Chios oder Kos zu gewinnen, ihr Herrschaftsgebiet auf Lykien auszuweiten und zu einem wichtigen Gegner Athens im Bundesgenossenkrieg zu werden. Die Hekatomniden wirkten in Karien und Griechenland als Förderer der griechischen Kunst und Kultur.

## Geschichte
Ab 392 v. Chr. ist Hekatomnos, der Dynast von Mylasa, als Satrap gesichert. In diesem Jahr setzte Artaxerxes II. ihn als Anführer der Flotte im Kampf gegen Euagoras I. von Zypern ein. Es ist unklar, ob mit dieser Vergabe von weitreichenden
militärischen Kompetenzen auch die Einrichtung Kariens als eigenständige Satrapie einherging, oder ob dies schon einige Jahre früher stattfand. Nach epigraphischen Quellen hatte möglicherweise auch schon Hekatomnos’ Vater Hyssaldomos die Stellung eines Satrapen inne.
Nach einer einzigen Inschrift  hatte Hyssaldomos auch eine Tochter namens Aba. Ob auch sie in Analogie zu den jüngeren Hekatomniden die Schwestergemahlin Hekatomnos’ und Mutter seiner Kinder war, ist nicht gesichert.
Nach dem Tod des Dynastiebegründers ging das Satrapenamt auf dessen ältesten Sohn Maussollos über. Zunächst mit ihm gemeinsam, nach dessen Tod allein, herrschte auch seine älteste Schwester und Ehefrau Artemisia. Erst nachdem auch sie gestorben war, wurde Hekatomnos' zweiter Sohn Idrieus karischer Satrap, ebenfalls gemeinsam mit seiner Schwester und Gemahlin Ada. Nach dem Tod ihres Mannes wurde sie von ihrem letzten Bruder Pixodaros aus dem Amt gedrängt. Ihm folgte als Satrap der persische Adlige Orontopates, den er mit seiner Tochter Ada verheiratete. Nach der Eroberung Kariens durch Alexander den Großen 334 setzte dieser die ältere Ada wieder ins Amt ein und ließ sich von ihr adoptieren. Somit trat Alexander rechtlich in die Nachfolge der Hekatomniden. Die letzte Hekatomnidin verstarb zu einem unbekannten Zeitpunkt vor dessen Tod.

## Rechtliche Stellung
Die Machtstellung der einheimischen Dynastie innerhalb Kariens begründete sich auf das von ihnen ausgeübte, erbliche Amt des Vorstehers des Karischen Bundes, eines Priesterkönigtums, das politische, aber vor allem kultische Funktionen hatte. Wie lange die Dynasten von Mylasa es vor dem 4. Jahrhundert v. Chr. schon innehatten, ist nicht bekannt. Aufgrund von Namensgleichheit der Angehörigen der Dynastie mit älteren überlieferten karischen Machthabern ist aber von einer längeren Tradition auszugehen. Als den Hekatomniden zusätzlich das Satrapenamt übertragen wurde, kam es somit zu einer unter der Perserherrschaft ungewöhnlichen Eigenständigkeit und Machtfülle. Die so entstandene Unabhängigkeit machte sich mehrfach in der hekatomnidischen Außenpolitik bemerkbar.

## Stellung der Frau und Geschwisterehe
Die weiblichen Angehörigen der Dynastie hatten eine für die Antike ungewöhnlich starke, aber keine völlig gleichberechtigte Stellung. So wurden viele inschriftlich überlieferte Gesetze der Hekatomniden im Namen des Herrscherpaares erlassen, einige nur im Namen des Mannes. Nur die männlichen Hekatomniden prägten eigene Münzen. Dennoch hatten die Frauen eigene Entscheidungsgewalt. Bemerkenswert ist, dass Artemisia und Ada jeweils ihre Ehemänner beerbten, obwohl es auch einen möglichen männlichen Erben gab. Dies spricht dafür, dass sich in der Dynastie Reste matrilinearer Strukturen bewahrt hatten, womit auch die seltene Praxis der Geschwisterehe unmittelbar zusammenhängt. Denn dort wo Töchter beerbt werden, können männliche Familienangehörige nur durch die Ehe mit nahen Verwandten zu Macht und Reichtum kommen.  Da beide Geschwisterpaare kinderlos blieben, ist der hauptsächliche Grund für die Geschwisterehe aber nicht im Erhalt der dynastischen Macht zu sehen, sondern ist, wie ähnlich auch bei den Ptolemäern, als Teil der dynastischen Repräsentation zu verstehen, welche die Herrscherpaare in eine übernatürliche, gottgleiche Stellung rücken sollte.

## Förderung griechischer Kultur

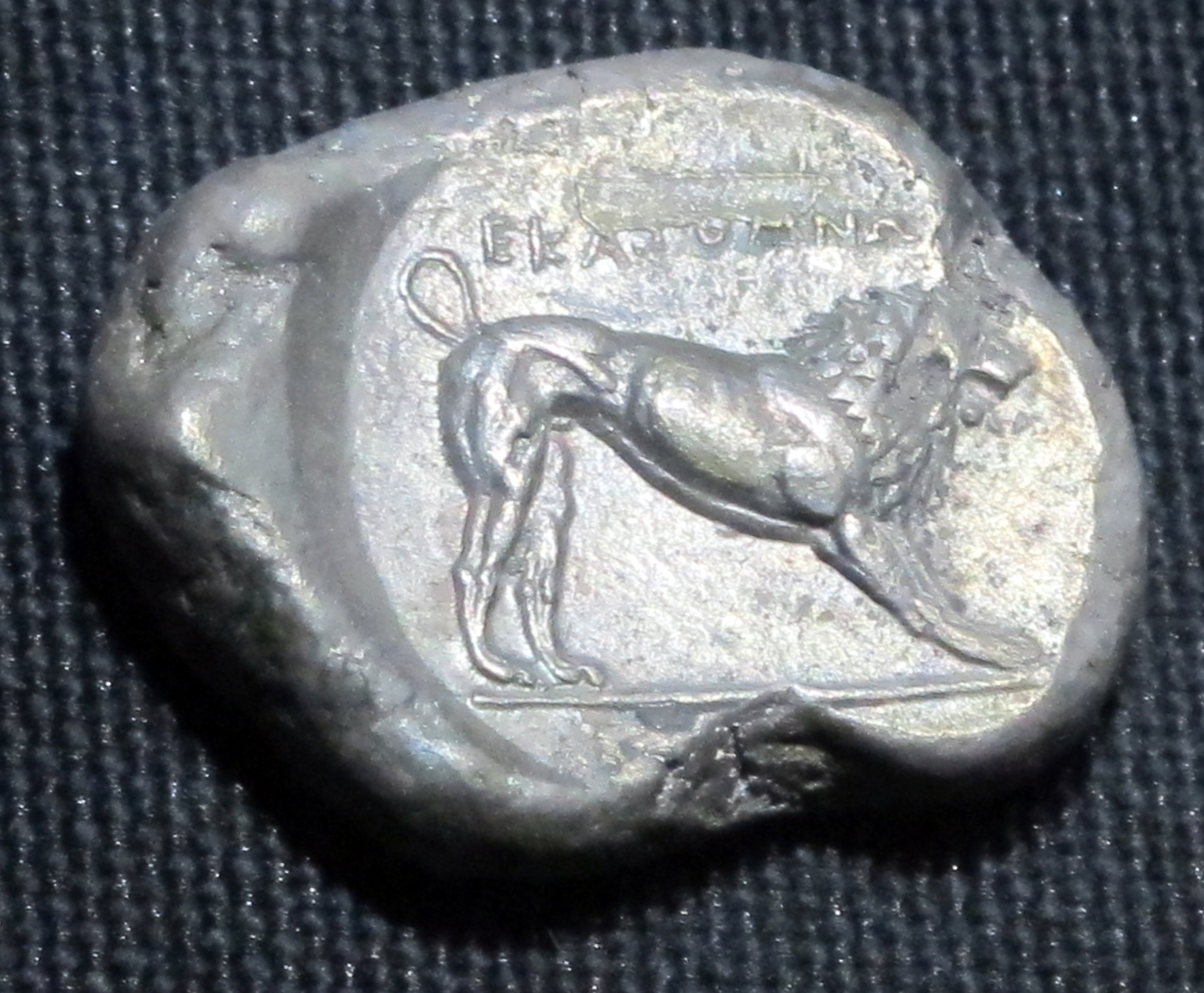
Münze des Hekatomnos (Museum für Unterwasserarchäologie in Bodrum)

Während der Herrschaft der Hekatomniden wurde Karien zunehmend hellenisiert. Die Dynasten förderten aktiv griechische Wissenschaftler wie den Arzt Deixippos von Kos oder den Astronomen Eudoxos von Knidos. An ihrem Hof hielten sich mit Theompompos von Chios, Theodektes von Phaselis und Naukrates von Erythrai wichtige griechische Autoren auf. Sie gaben bei den bedeutendsten griechischen Künstlern ihrer Zeit umfangreiche Bauprojekte in Auftrag. So waren am Bau des Maussolleions Pytheos und Satyros als Architekten sowie Skopas, Bryaxis, Leochares und Timotheos als Bildhauer tätig. Pytheos war wahrscheinlich ebenfalls der Architekt des von Idrieus gestifteten Tempel des Zeus Labraundos in Labraunda, den die Hekatomniden ebenso wie weitere kleinere karische Heiligtümer wie Amyzon, Sinuri oder ein Artemisheiligtum bei Latmos ausbauten. Auch in wichtigen griechischen Heiligtümern von Delphi und Tegea finden sich hekatomnidische Stiftungen. In der hekatomnidischen Münzprägung ersetzten unter Hekatomnos griechische Aufschriften die zuvor karischen.